# ГЕС Студен Кладенец
ГЕС Студен Кладенец — гідроелектростанція в Болгарії у Південно-центральному регіоні. Входить до складу каскаду на річці Арда (права притока Мариці), становлячи в ньому середній рівень — вище за течією розміщено ГЕС Кирджалі, нижче ГЕС Івайловград.
Спорудження станції тривало з 1955 по 1958 рік. Річку перекрили гравітаційною бетонною греблею висотою 67,5 метра та довжиною 338 метрів. Вона утворила водосховище площею поверхні 27,8 км2 та об'ємом 388 млн м3. Припустиме коливання рівня поверхні, при якому здійснюється виробництво електроенергії, лежить між позначками 204 та 225 метрів над рівнем моря.
Первісно основне обладнання машинного залу станції становили чотири турбіни типу Френсіс загальною потужністю 60 МВт, які при напорі у 65,8 метра забезпечували середньорічне виробництво на рівні 244 млн кВт·год. Під час розпочатої в другій половині 2000-х років модернізації їх доповнили ще однією основною турбіною потужністю 16 МВт. Крім того, для підтримки природної течії річки споруджено окремий злив, на якому працює додаткова турбіна із потужністю 1,3 МВт. Загальна ж потужність станції зросла до 85 МВт.